# Дрізд китайський
Дрізд китайський (Turdus mupinensis) — вид горобцеподібних птахів родини дроздових (Turdidae). Мешкає в Китаї.

## Опис
Довжина птаха становить 23 см. Голова сірувато-коричнева, на скронях чорні плями у формі півмісяця, під очима темні вертикальні смуги, під дзьобом чорні "вуса".д. Верхня частина тіла коричнева, крила темно-коричневі, покривні пера крил мають білі кінчики. Нижня частина тіла білувата, груди охристі, поцятковані темними плямками, на горлі з боків вони менші, на боках блідіші. Нижні покривні пера крид рудуваті, помітні в польоті.

## Поширення і екологія
Китайські дрозди мешкають на високогір'ях Китая, від Хебея і західного Ганьсу до Юньнаня, трапляються також на півночі В'єтнама. Північні популяції, імовірно, є перелітними. Китайські дрозди живуть в широколистяних і мішаних лісах, на висоті від 1300 до 3200 м над рівнем моря. Живляться ягодами і дрезхребетними. Сезон розмноження триває з травня по липень. Гніздо чашоподібне, розміщується на дереві, на висоті до 2,5 м над землею. В кладці від 4 до 6 яєць.